# Nigéria az 1972. évi nyári olimpiai játékokon
Nigéria az NSZK-beli Münchenben megrendezett 1972. évi nyári olimpiai játékok egyik részt vevő nemzete volt. Az országot az olimpián 2 sportágban 25 sportoló képviselte, akik összesen 1 érmet szereztek.

## Érmesek
| Érem  | Versenyző      | Sportág   | Versenyszám  |
| ----- | -------------- | --------- | ------------ |
| Bronz | Isaac Ikhouria | Ökölvívás | Félnehézsúly |

## Atlétika
Férfi
| Versenyző                                                                     | Versenyszám     | Előfutam | Előfutam | Előfutam | Negyeddöntő | Negyeddöntő | Negyeddöntő | Elődöntő | Elődöntő | Elődöntő | Döntő   | Döntő    |
| Versenyző                                                                     | Versenyszám     | Idő      | Hely.    | Össz.    | Idő         | Hely.       | Össz.       | Idő      | Hely.    | Össz.    | Idő     | Helyezés |
| ----------------------------------------------------------------------------- | --------------- | -------- | -------- | -------- | ----------- | ----------- | ----------- | -------- | -------- | -------- | ------- | -------- |
| Kolawole Abdulai                                                              | 100 m           | 10,57    | 2.       | 27.      | 10,41       | 4.          | 12.         | kiesett  | kiesett  | kiesett  | kiesett | kiesett  |
| Benedict Majekodunmi                                                          | 100 m           | 10,70    | 4.       | 46.      | kiesett     | kiesett     | kiesett     | kiesett  | kiesett  | kiesett  | kiesett | kiesett  |
| Bruce Ijirighwo                                                               | 400 m           | 46,59    | 5.       | 25.      | 46,81       | 5.          | 25.         | kiesett  | kiesett  | kiesett  | kiesett | kiesett  |
| Robert Ojo                                                                    | 400 m           | 47,03    | 4.       | 37.      | 46,73       | 6.          | 23.         | kiesett  | kiesett  | kiesett  | kiesett | kiesett  |
| Jaiye Abidoye                                                                 | 800 m           | 1:52,0   | 6.       | 46.      |             |             |             | kiesett  | kiesett  | kiesett  | kiesett | kiesett  |
| Jaiye Abidoye                                                                 | 1500 m          | 3:48,8   | 9.       | 53.      |             |             |             | kiesett  | kiesett  | kiesett  | kiesett | kiesett  |
| Adeola Aboyade-Cole                                                           | 110 m gát       | 14,16    | 5.       | 20.*     |             |             |             | kiesett  | kiesett  | kiesett  | kiesett | kiesett  |
| Gladstone Agbamu                                                              | 400 m gát       | 53,68    | 7.       | 31.      |             |             |             | kiesett  | kiesett  | kiesett  | kiesett | kiesett  |
| Kolawole Abdulai Rex Bazunu James Olakunle Timon Oyebami Benedict Majekodunmi | 4 × 100 m váltó | 39,66    | 3.       | 13.      |             |             |             | 39,73    | 6.       | 12.      | kiesett | kiesett  |
| Musa Dogon Yaro Bruce Ijirighwo Mamman Makama Robert Ojo                      | 4 × 400 m váltó | 3:04,31  | 3.       | 11.      |             |             |             |          |          |          | kiesett | kiesett  |

| Versenyző           | Versenyszám | Selejtező | Selejtező | Döntő    | Döntő    |
| Versenyző           | Versenyszám | Eredmény  | Helyezés  | Eredmény | Helyezés |
| ------------------- | ----------- | --------- | --------- | -------- | -------- |
| Samuel Igun         | Hármasugrás | 16,33 m   | 9.        | 16,03 m  | 11.      |
| Christopher Okonkwo | Súlylökés   | 16,51 m   | 28.       | kiesett  | kiesett  |

Női
| Versenyző                                           | Versenyszám     | Előfutam | Előfutam | Előfutam | Negyeddöntő | Negyeddöntő | Negyeddöntő | Elődöntő | Elődöntő | Elődöntő | Döntő   | Döntő    |
| Versenyző                                           | Versenyszám     | Idő      | Hely.    | Össz.    | Idő         | Hely.       | Össz.       | Idő      | Hely.    | Össz.    | Idő     | Helyezés |
| --------------------------------------------------- | --------------- | -------- | -------- | -------- | ----------- | ----------- | ----------- | -------- | -------- | -------- | ------- | -------- |
| Emilie Edet                                         | 100 m           | 12,06    | 7.       | 37.      | kiesett     | kiesett     | kiesett     | kiesett  | kiesett  | kiesett  | kiesett | kiesett  |
| Emilie Edet                                         | 100 m gát       | 14,67    | 7.       | 23.      |             |             |             | kiesett  | kiesett  | kiesett  | kiesett | kiesett  |
| Helen Olaye                                         | 200 m           | 25,30    | 5.       | 32.      | 25,09       | 8.          | 29.         | kiesett  | kiesett  | kiesett  | kiesett | kiesett  |
| Emilie Edet Ashanti Obi Helen Olaye Modupe Oshikoya | 4 × 100 m váltó | 45,15    | 7.       | 12.      |             |             |             |          |          |          | kiesett | kiesett  |

| Versenyző       | Versenyszám | Selejtező                | Selejtező                | Döntő    | Döntő    |
| Versenyző       | Versenyszám | Eredmény                 | Helyezés                 | Eredmény | Helyezés |
| --------------- | ----------- | ------------------------ | ------------------------ | -------- | -------- |
| Nnenna Njoku    | Magasugrás  | érvényes kísérlet nélkül | érvényes kísérlet nélkül | kiesett  | kiesett  |
| Nnenna Njoku    | Súlylökés   | 10,63 m                  | 18.                      | kiesett  | kiesett  |
| Modupe Oshikoya | Távolugrás  | 622 cm                   | 19.                      | kiesett  | kiesett  |

| Versenyző       | Versenyszám | 100 m gát | 100 m gát | Súlylökés | Súlylökés | Magasugrás | Magasugrás | Távolugrás | Távolugrás | 200 m | 200 m | Végeredmény | Végeredmény |
| Versenyző       | Versenyszám | Idő       | Pont      | Eredmény  | Pont      | Eredmény   | Pont       | Eredmény   | Pont       | Idő   | Pont  | Pont        | Helyezés    |
| --------------- | ----------- | --------- | --------- | --------- | --------- | ---------- | ---------- | ---------- | ---------- | ----- | ----- | ----------- | ----------- |
| Modupe Oshikoya | Ötpróba     | 13,96     | 871       | 10,00 m   | 589       | 168 cm     | 915        | 627 cm     | 965        | 23,98 | 939   | 4279        | 14.         |

* - egy másik versenyzővel azonos időt ért el

## Ökölvívás
| Versenyző             | Versenyszám  | Selejtező              | 32-es főtábla              | Nyolcaddöntő                     | Negyeddöntő                 | Elődöntő                      | Döntő             | Helyezés |
| Versenyző             | Versenyszám  | Ellenfél Eredmény      | Ellenfél Eredmény          | Ellenfél Eredmény                | Ellenfél Eredmény           | Ellenfél Eredmény             | Ellenfél Eredmény | Helyezés |
| --------------------- | ------------ | ---------------------- | -------------------------- | -------------------------------- | --------------------------- | ----------------------------- | ----------------- | -------- |
| Michael Andrews       | Pehelysúly   | Abdou Faye (SEN) · 5-0 | Botos András (HUN) · 0-5   | kiesett                          | kiesett                     | kiesett                       | kiesett           | 17.      |
| Adeyemi Abayomi       | Könnyűsúly   | erőnyerő               | Antoniu Vasile (ROU) · RSC | kiesett                          | kiesett                     | kiesett                       | kiesett           | 17.      |
| Obisia Nwakpa         | Kisváltósúly |                        | Laudiel Negrón (PUR) · 1-4 | kiesett                          | kiesett                     | kiesett                       | kiesett           | 17.      |
| Joe Mensah            | Váltósúly    | erőnyerő               | Sergio Lozano (MEX) · 0-5  | kiesett                          | kiesett                     | kiesett                       | kiesett           | 17.      |
| Isaac Ikhouria        | Félnehézsúly |                        | Anton Schär (SUI) · 3-2    | Waldemar de Oliveira (BRA) · 5-0 | Nikolay Anfimov (URS) · 3-2 | Gilberto Carrillo (CUB) · 0-5 | kiesett           |          |
| Fatai Ayinla-Adekunle | Nehézsúly    |                        |                            | Carroll Morgan (CAN) · 2-3       | kiesett                     | kiesett                       | kiesett           | 9.       |